# Steinperf

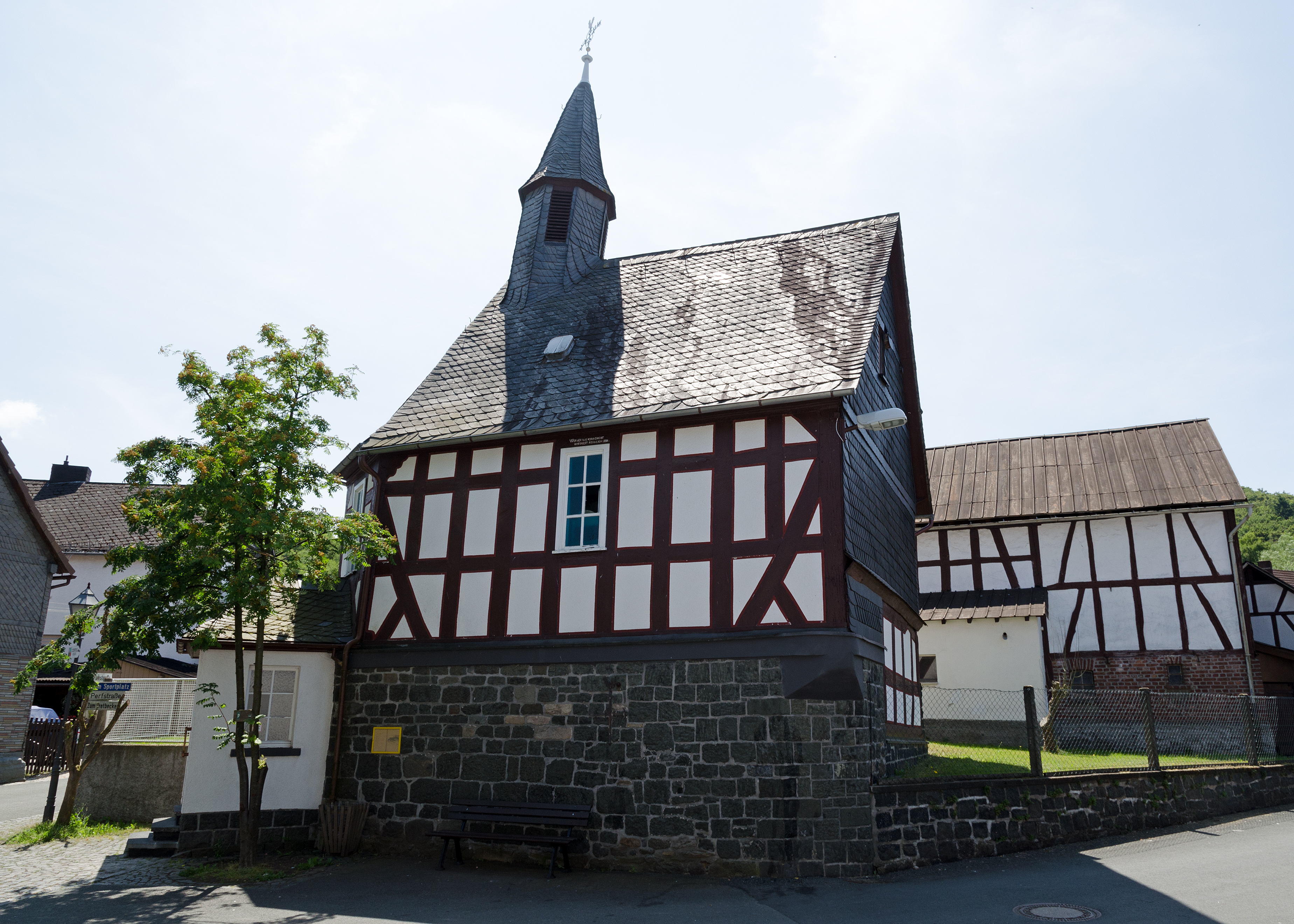
Kapelle

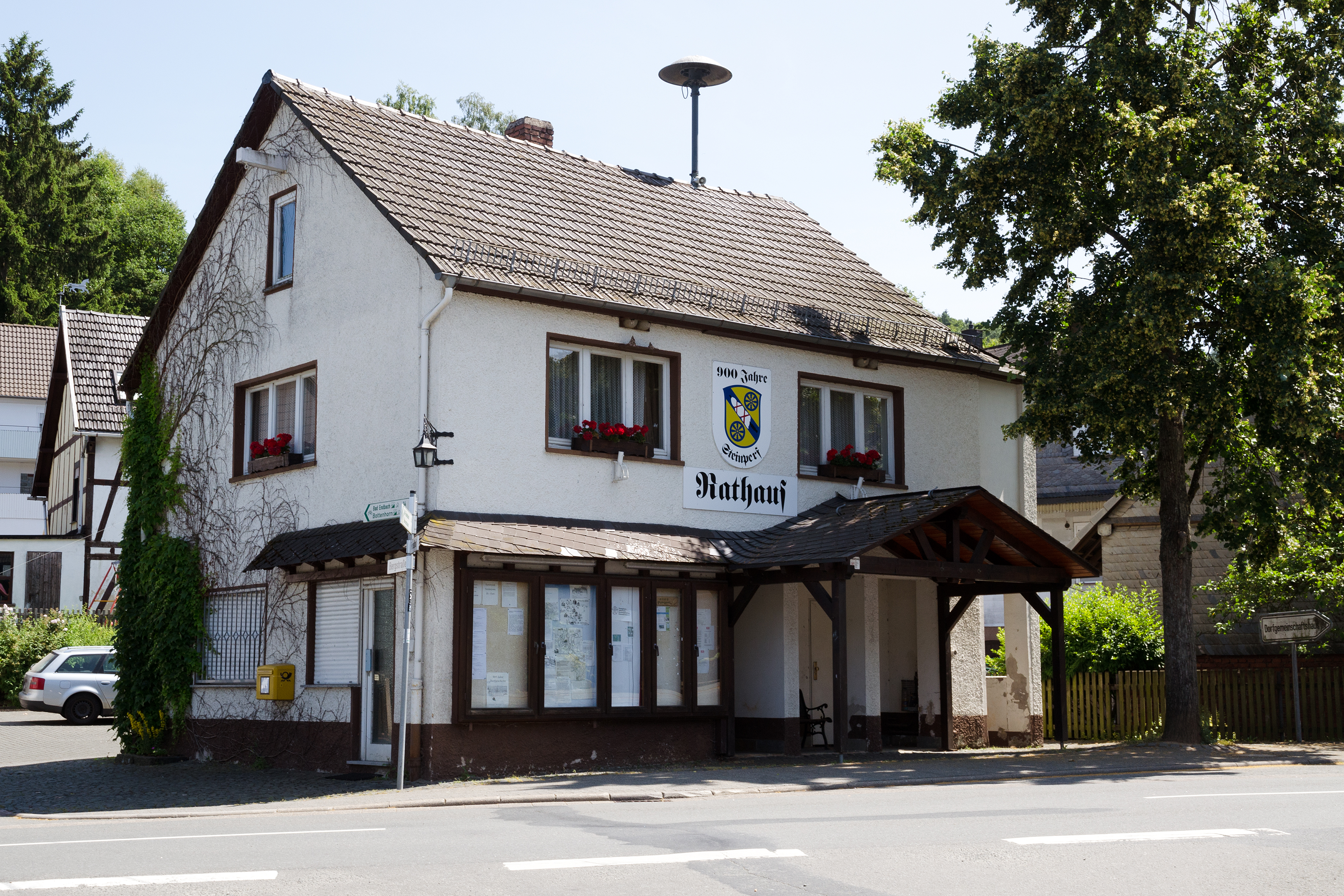
Rathaus

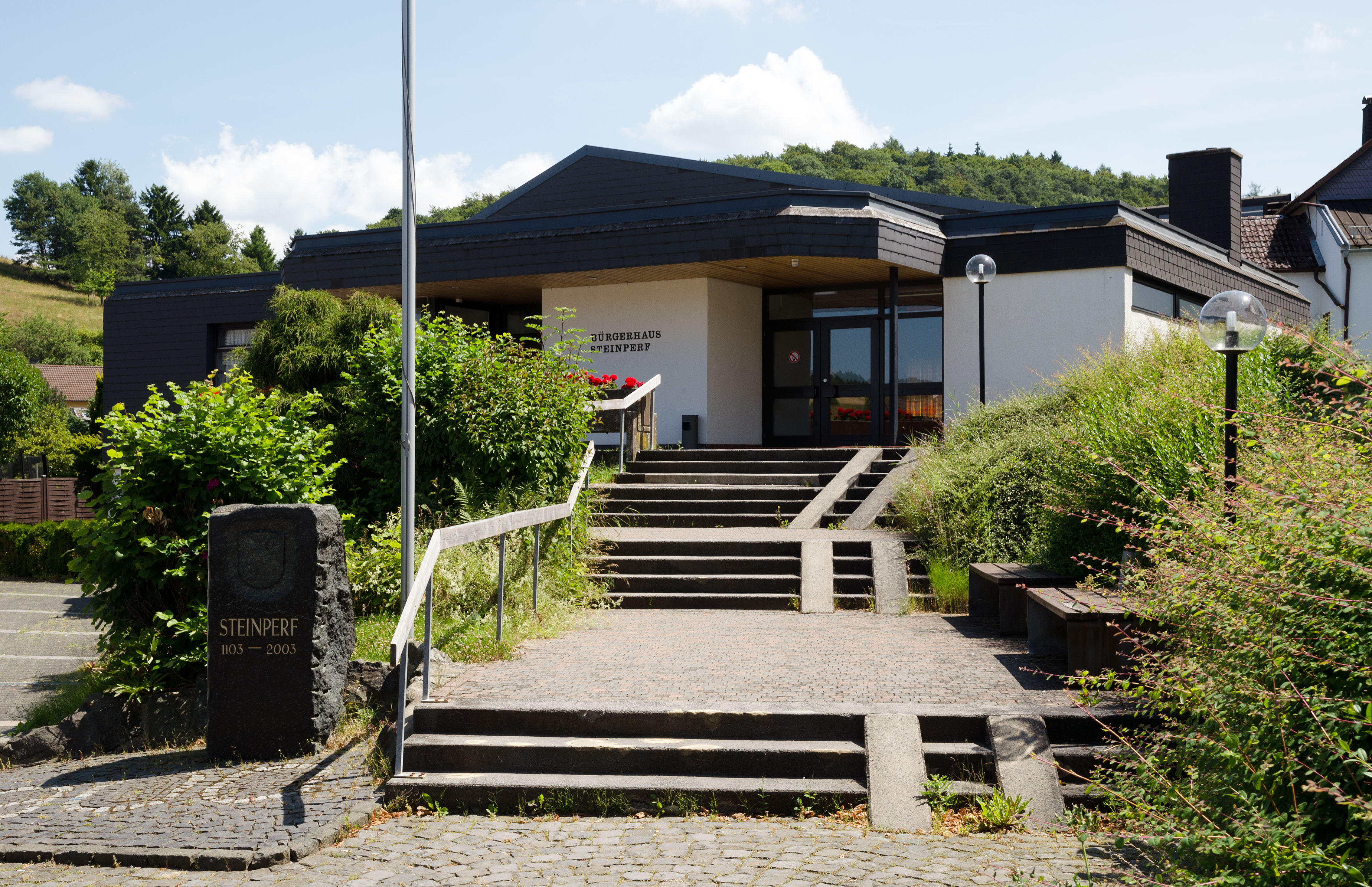
Bürgerhaus

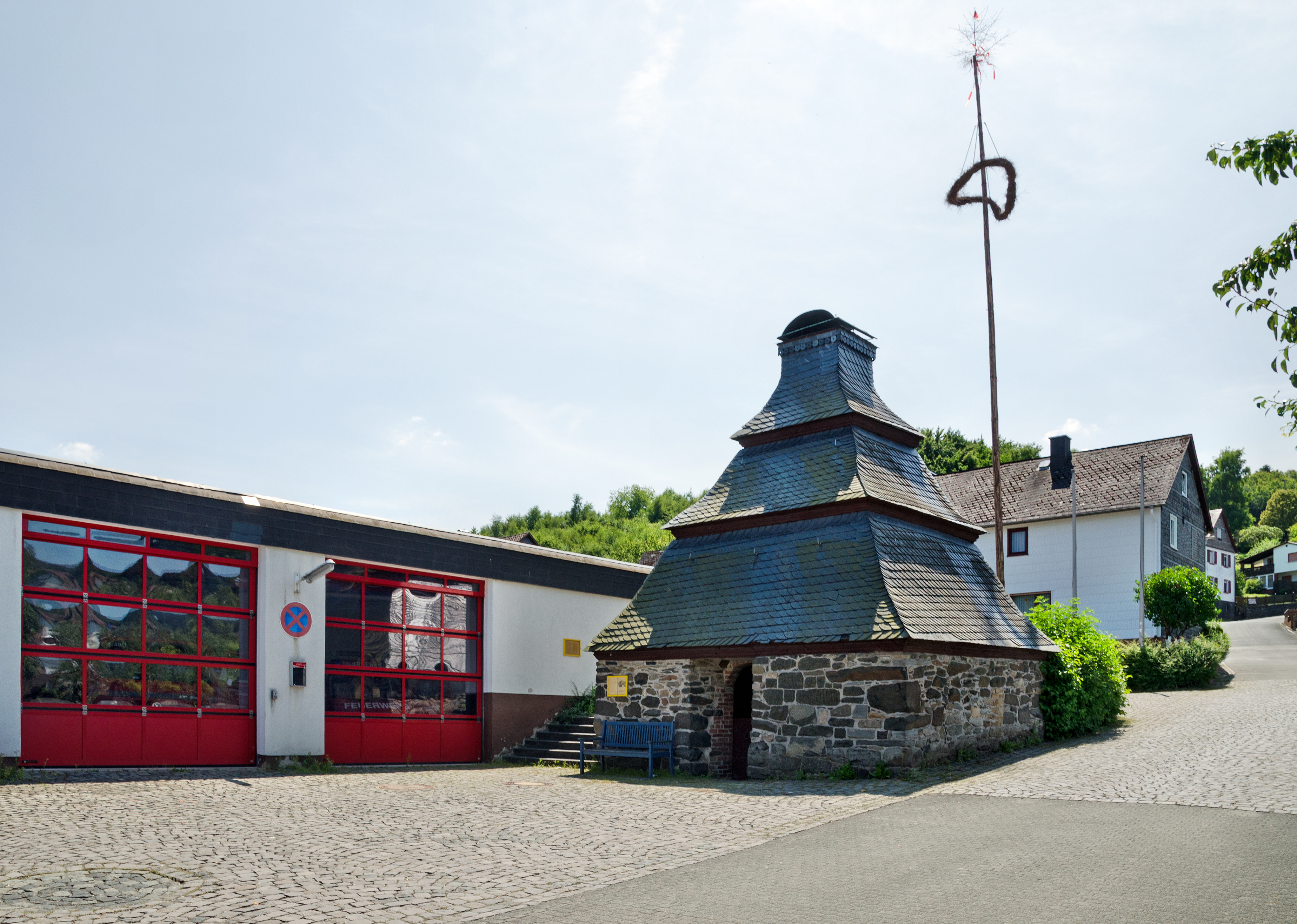
Feuerwehr und Backhaus

Steinperf (mundartlich Steeprof) ist ein Dorf im Hessischen Hinterland und als solches ein Ortsteil der Gemeinde Steffenberg im mittelhessischen Landkreis Marburg-Biedenkopf.

## Geografie

### Geografische Lage
Das Dorf liegt am Nordrand des zentralen Hochplateaus der Bottenhorner Hochflächen im Gladenbacher Bergland zwischen den Städten Dillenburg (20 km) und Marburg (35 km).

### Gewässer
Die namensgebende Perf fließt durch den Ort. Dieser 16 km lange Fluss mündet bei Biedenkopf in die Lahn.

## Geschichte

### Mittelalter
Steinperf ist wahrscheinlich der älteste Ortsteil der Gemeinde Steffenberg. Man geht davon aus, dass die Besiedlung etwa 500 n. Chr. einsetzte. Die Kelten sollen in der Umgebung von Steinperf Eisenerze abgebaut und zu Eisen verhüttet haben, welches als Werkzeug oder Waffen exportiert wurde. Die erste urkundliche Erwähnung von Steinperf war – wie die von Nieder- und Obereisenhausen – um 1103. Mit dieser Urkunde erhob der Erzbischof von Mainz die Kapelle, die der Freie Megenher auf seinem Gut „Yzenhusen“ erbaut hatte, zur Pfarrkirche für Niedereisenhausen, Obereisenhausen und Steinperf (damalige Schreibweise „Stinpernapho“ oder „Steinpernfo“).
Um das Jahr 1687 entstand eine neue Kapelle. Sie wurde als Saalbau im Fachwerkstil mit Hessenmann-Figuren errichtet. Eine Sanierung erfolgte im Jahre 1932. Dabei wurde eine kleine Erweiterung angebaut, in der sich seitdem der Eingang befindet.

### Neuzeit
Die Statistisch-topographisch-historische Beschreibung des Großherzogthums Hessen berichtet 1830 über Steinperf:

„Steinperf (L. Bez. Gladenbach) evangel. Filialdorf; liegt an der Perf, 2 1⁄2 St. von Gladenbach, und gehört dem Freiherrn von Breidenstein. Der Ort hat 43 Häuser und 318 evangelische Einwohner, so wie 1 Kapelle und 3 Mahlmühlen. Steinperf kommt in frühern Zeiten unter dem Namen Stempherphe vor, und gehörte im 15. Jahrhundert zum Breidenbacher Kirchengebiet.“

Am 1. Juli 1974 wurde die Gemeinde Steinperf im Zuge der Gebietsreform in Hessen durch Landesgesetz mit den Gemeinden Steffenberg und Quotshausen zur erweiterten Großgemeinde Steffenberg zusammengeschlossen, nachdem man sich bereits gegen die Bildung einer Großgemeinde Gansbachtal mit der neuen Gemeinde Angelburg und Bottenhorn ausgesprochen hatte.
Steinperf beteiligte sich mehrmals an dem Landeswettbewerb „Unser Dorf soll schöner werden“ und erzielte dabei unter anderem auf Landesebene den 2. Platz. Der Ortskern mit einigen Fachwerkhäusern wurde durch Dorferneuerungsmaßnahmen wiederhergestellt.
Steinperf verfügt über einen Jugendzeltplatz, der von Gruppen bis zu 30 Personen benutzt werden kann. Anliegend ist die Steinperfer Schutzhütte, die mit Wasser, Strom sowie einer Küche ausgerüstet ist und bei Veranstaltungen mitbenutzt werden kann.

### Territorialgeschichte und Verwaltung im Überblick
Die folgende Liste zeigt im Überblick die Territorien, in denen Steinperf lag, bzw. die Verwaltungseinheiten, denen es unterstand:
- 1327 und später: Gericht Eisenhausen, das 1630 und später dem Grund Breidenbach zugerechnet wird
- vor 1567: Heiliges Römisches Reich, Landgrafschaft Hessen, Amt Blankenstein, Grund Breidenbach[10]
- ab 1567: Heiliges Römisches Reich, Landgrafschaft Hessen-Marburg, Amt Blankenstein, Grund Breidenbach
- 1604–1648: strittig zwischen Hessen-Kassel und Hessen-Darmstadt (Hessenkrieg)
- ab 1604: Heiliges Römisches Reich, Landgrafschaft Hessen-Kassel, Amt Blankenstein, Grund Breidenbach
- ab 1627: Heiliges Römisches Reich, Landgrafschaft Hessen-Darmstadt, Oberfürstentum Hessen, Amt Blankenstein, Grund Breidenbach[11][12]
- ab 1806: Rheinbund, Großherzogtum Hessen, Oberfürstentum Hessen, Amt Blankenstein, Grund Breidenbach, Gericht Breitenbach[13]
- ab 1815: Deutscher Bund, Großherzogtum Hessen, Provinz Oberhessen, Amt Blankenstein, Grund Breidenbach[14]
- ab 1821: Deutscher Bund, Großherzogtum Hessen, Provinz Oberhessen, Landratsbezirk Battenberg[Anm. 1]
- ab 1832: Deutscher Bund, Großherzogtum Hessen, Provinz Oberhessen, Kreis Biedenkopf
- ab 1848: Deutscher Bund, Großherzogtum Hessen, Regierungsbezirk Biedenkopf
- ab 1852: Deutscher Bund, Großherzogtum Hessen, Provinz Oberhessen, Kreis Biedenkopf
- ab 1867: Norddeutscher Bund, Königreich Preußen, Provinz Hessen-Nassau,  Regierungsbezirk Wiesbaden, Kreis Biedenkopf (übergangsweise Hinterlandkreis)[12]
- ab 1871: Deutsches Reich, Königreich Preußen, Provinz Hessen-Nassau, Regierungsbezirk Wiesbaden, Kreis Biedenkopf
- ab 1918: Deutsches Reich, Freistaat Preußen, Provinz Hessen-Nassau, Regierungsbezirk Wiesbaden, Kreis Biedenkopf
- ab 1932: Deutsches Reich, Freistaat Preußen, Provinz Hessen-Nassau, Regierungsbezirk Wiesbaden, Landkreis Dillenburg
- ab 1933: Deutsches Reich, Freistaat Preußen, Provinz Hessen-Nassau, Regierungsbezirk Wiesbaden, Landkreis Biedenkopf
- ab 1944: Deutsches Reich, Freistaat Preußen, Provinz Nassau, Landkreis Biedenkopf
- ab 1945: Amerikanische Besatzungszone, Groß-Hessen, Regierungsbezirk Wiesbaden, Landkreis Biedenkopf
- ab 1949: Bundesrepublik Deutschland, Land Hessen (seit 1946), Regierungsbezirk Wiesbaden, Landkreis Biedenkopf
- ab 1968: Bundesrepublik Deutschland, Land Hessen, Regierungsbezirk Darmstadt, Landkreis Biedenkopf
- ab 1974: Bundesrepublik Deutschland, Land Hessen, Regierungsbezirk Kassel, Landkreis Marburg-Biedenkopf
- am 1. Juli 1974 wurde Steinperf als Ortsteil in die Gemeinde Steffenberg eingegliedert
- ab 1981: Bundesrepublik Deutschland, Land Hessen, Regierungsbezirk Gießen, Landkreis Marburg-Biedenkopf

### Bevölkerung

#### Einwohnerentwicklung
Quelle: Historisches Ortslexikon
| • 1577: | 023 Hausgesesse                                             |
| • 1630: | 011 Hausgesesse (4 zweispännige, 7 einspännige Ackerländer) |
| • 1742: | 035 Haushalte                                               |
| • 1791: | 195 Einwohner                                               |
| • 1800: | 195 Einwohner                                               |
| • 1806: | 217 Einwohner, 37 Häuser                                    |
| • 1829: | 318 Einwohner, 43 Häuser                                    |

| Steinperf: Einwohnerzahlen von 1791 bis 2011 | Steinperf: Einwohnerzahlen von 1791 bis 2011 | Steinperf: Einwohnerzahlen von 1791 bis 2011 | Steinperf: Einwohnerzahlen von 1791 bis 2011 | Steinperf: Einwohnerzahlen von 1791 bis 2011 |
| --- | -------------------------------------------- | -------------------------------------------- | -------------------------------------------- | -------------------------------------------- |
| Jahr |                                              |                                              |                                              | Einwohner                                    |
| 1791 | 1791                                         |                                              | 195                                          | 195                                          |
| 1800 | 1800                                         |                                              | 195                                          | 195                                          |
| 1806 | 1806                                         |                                              | 217                                          | 217                                          |
| 1829 | 1829                                         |                                              | 318                                          | 318                                          |
| 1834 | 1834                                         |                                              | 357                                          | 357                                          |
| 1840 | 1840                                         |                                              | 364                                          | 364                                          |
| 1846 | 1846                                         |                                              | 352                                          | 352                                          |
| 1852 | 1852                                         |                                              | 402                                          | 402                                          |
| 1858 | 1858                                         |                                              | 430                                          | 430                                          |
| 1864 | 1864                                         |                                              | 399                                          | 399                                          |
| 1871 | 1871                                         |                                              | 400                                          | 400                                          |
| 1875 | 1875                                         |                                              | 488                                          | 488                                          |
| 1885 | 1885                                         |                                              | 428                                          | 428                                          |
| 1895 | 1895                                         |                                              | 504                                          | 504                                          |
| 1905 | 1905                                         |                                              | 554                                          | 554                                          |
| 1910 | 1910                                         |                                              | 576                                          | 576                                          |
| 1925 | 1925                                         |                                              | 650                                          | 650                                          |
| 1939 | 1939                                         |                                              | 678                                          | 678                                          |
| 1946 | 1946                                         |                                              | 879                                          | 879                                          |
| 1950 | 1950                                         |                                              | 886                                          | 886                                          |
| 1956 | 1956                                         |                                              | 751                                          | 751                                          |
| 1961 | 1961                                         |                                              | 828                                          | 828                                          |
| 1967 | 1967                                         |                                              | 929                                          | 929                                          |
| 1980 | 1980                                         |                                              | ?                                            | ?                                            |
| 1990 | 1990                                         |                                              | ?                                            | ?                                            |
| 2000 | 2000                                         |                                              | ?                                            | ?                                            |
| 2011 | 2011                                         |                                              | 792                                          | 792                                          |
| Datenquelle: Historisches Gemeindeverzeichnis für Hessen: Die Bevölkerung der Gemeinden 1834 bis 1967. Wiesbaden: Hessisches Statistisches Landesamt, 1968. Weitere Quellen: ; Zensus 2011 |                                              |                                              |                                              |                                              |

#### Religionszugehörigkeit
Quelle: Historisches Ortslexikon
| • 1829: | 318 evangelische (= 100 %) Einwohner                              |
| • 1885: | 428 evangelische (= 100 %) Einwohner                              |
| • 1961: | 731 evangelische (= 88,29 %), 49 katholische (= 5,92 %) Einwohner |

#### Erwerbstätigkeit
Quelle: Historisches Ortslexikon
| • 1867: | Erwerbspersonen: 118 Landwirtschaft, zwei Bergbau und Hüttenwesen, eine Erziehung und Unterricht, eine Kirche und Gottesdienst        |
| • 1961: | Erwerbspersonen: 118 Land- und Forstwirtschaft, 241 produzierendes Gewerbe, 31 Handel und Verkehr, 20 Dienstleistungen und Sonstiges. |

### Sprachliches
Man spricht Hinterländer Platt in der Variante des Breidenbacher Grundes mit abnehmender Tendenz.

## Wappen
Am 26. Juni 1957 genehmigte der Hessische Minister des Innern das Wappen mit folgender Beschreibung:
| Wappen von Steinperf | Blasonierung: „In Gold ein blauer Schrägbalken, belegt mit einem silbernen, besteckten, rot gebundenen Rocken, zwischen zwei blauen Rädern.“ |
| Wappen von Steinperf | Wappenbegründung: Da die ehemalige Gemeinde keine altüberlieferten Siegel oder sonstigen Vorlagen, die für die Bildung eines Wappens geeignet wären, besaß, war es erforderlich, ein neues Symbol zu wählen, um dem Wunsch des Ortes nach einem Wappen Rechnung zu tragen. Die Gemeinde hat hierbei selbst den Wunsch geäußert, ein Spinnrad in ihr Wappen zu nehmen. Da dieses komplizierte Gerät sich für eine naturgetreue Wiedergabe jedoch nicht eignet, wurde der in solchen Fällen übliche Weg gewählt, stattdessen nur die sprechendsten Teile der Vorlage in das Wappen aufzunehmen, in diesem Fall die beiden Spinnräder und den Rocken. Auf diese Weise konnte ein heraldisch einwandfreies und ansprechendes Wappen gebildet werden. Die Gestaltung des Wappens lag in den Händen des Bad Nauheimer Heraldikers Heinz Ritt. |

## Steinverarbeitende Industrie
In Steinperf war schon vor dem Zweiten Weltkrieg die steinverarbeitende Industrie vorhanden, die nach dem Krieg einen neuen Aufschwung erlebte. So fördert und verarbeitet sie den Rohstoff Diabas, der zur Split- oder Schottergewinnung abgebaut wird.